# 安澤千草

安澤 千草(やすざわ ちぐさ、9月6日 - )は日本の女優、東京都出身。ナイロン100℃所属。ダックスープ所属。血液型AB型。

## 出演

### ナイロン100℃
- 「1979」見城のおばさん役
- 「ウチハソバヤジャナイ〜version100℃〜」椎名役
- 「カメラ≠万年筆」和久井役
- 「4.A.M.アナザー・バージョン」ファイブ役
- 「アリス・イン・アンダーグラウンド」落ちてくるアリス役
- 「フリドニア〜フリドニア日記#1〜」丸山恵子、ミチの母親役
- 「ロンドン→パリ→東京」十日家の妻役
- 「薔薇と大砲〜フリドニア日記#2〜」丸山恵子役
- 「テクノ・ベイビー」水着の女役　他
- 「ナイス・エイジ」箕輪りん役
- 「すべての犬は天国へ行く」グルーバッハ夫人役
- 「東京のSF」海野釘江役
- 「ドント・トラスト・オーバー30」ピン子役
- 「男性の好きなスポーツ」トモコ(ウツキの妻)役
- 「カラフルメリィでオハヨ〜いつもの軽い致命傷の朝〜」看護婦・向原、吉野(主婦)役
- 「ナイス・エイジ」箕輪りん役
- 「犬は鎖につなぐべからず」三輪の妻役(屋上庭園)・芳澤役(犬は鎖に繋ぐべからず・驟雨)
- 「シャープさんフラットさん」不二山キリ役(ホワイトチーム)
- 「世田谷カフカ」グルーバッハ夫人、廣川の妻、エリ(カフカの妹・長女)役
- 「黒い十人の女」新条七美役
- 「デカメロン21〜あるいは、男性の好きなスポーツ外伝〜」娘がイタズラされたことを歌う母親役　他
- 「江戸時代の思い出」[1]

### シリーウォーク・プロデュース
- 猫ニャー+ナイロン100℃合同公演　猫100℃ー「山脈」(作・演出：ブルースカイ)
- KERA・MAP #001「暗い冒険」(作・演出：ケラリーノ・サンドロヴィッチ)

### その他舞台
- 新橋演舞場・新派4月公演
- ミュージカル「ソング・オブ・サイゴン」(パルコ劇場/新神戸オリエンタル劇場)
- 故林広志プロデュース当時はポピュラー2「北沢順一さん(39才、医師)」
- 猫ニャー最終公演「将来への不安Z-2000/ファーブル・ミニ」(作・演出：ブルースカイ)
- オリガト・プラスティコ「西へゆく女」(作：岩松了　演出：ケラリーノ・サンドロヴィッチ)
- リボルブ方式「錆びる動物」(作・演出：吉増裕士)
- 劇団宝船「あいつは泥棒」(作・演出：新井友香)
- ダックスーププロデュース「この世界から消える魔球」(作・演出：ブルースカイ)
- 城山羊の会「相談者たち」（作・演出：山内ケンジ）
- KERA・MAP#010『しびれ雲』（2022年11月6日 - 12月4日 下北沢 本多劇場、12月8日 - 11日、兵庫県立芸術文化センター 阪急 中ホール、12月17日 - 18日 北九州芸術劇場 中劇場、12月24日 - 25日 りゅーとぴあ 新潟市民芸術文化会館・劇場）[2]
- 劇壇ガルバ「ミネムラさん」（作：笠木泉・細川洋平・山崎元晴 演出：西本由香）[3]

### CM
- 森永乳業　アロエヨーグルト
- パナソニック「ビエラにリンク」(センターカメラ篇)
- 「北陸電力リビングサービス」(オール電化説明篇)
- 「JAバンク」(回覧板篇)
- 「マイナビ進学」(○○より、マイナビ進学。篇)

### ラジオ
- 「サントリー・サタデー・ウェイティング・バー」（毎週土曜17:00〜17:55、TOKYO FM） - ラジオドラマ部分に時折出演
- 青春ラジオ小説 「オートリバース」（2020年12月、民放ラジオ99局・radiko） - 高階の母 役

### インターネット
- Podcast Media CLUBKING「ジョイセフ SAVE MOTHER From AIDS」
  - ザンビアのバーサさんが語る「私とエイズ」 - 吹き替え

### テレビドラマ
- ドン★キホーテ 第8話（2011年9月3日、日本テレビ） - 高橋悦子 役
- 妖怪人間ベム 第7話（2011年12月3日、日本テレビ） - 山田幸平の母 役
- Fallen Angel（2012年、BS朝日） - 相葉貴子 役
- 吉原裏同心（2016年） - おこま 役
- いだてん〜東京オリムピック噺〜（2019年、NHK大河ドラマ）
- ゴシップ#彼女が知りたい本当の○○ 第4話（2022年1月27日、フジテレビ） - 下馬智子 役

### 映画
- ピラメキ子役恋ものがたり〜子役に憧れるすべての親子のために〜（2015年） - 狭川明美 役
- ソロモンの偽証（2015年） - 柏木功子 役